# Callicebus discolor
Callicebus discolor là một loài động vật có vú trong họ Pitheciidae, bộ Linh trưởng. Loài này được I. Geoffroy & Deville mô tả năm 1848.

## Hình ảnh

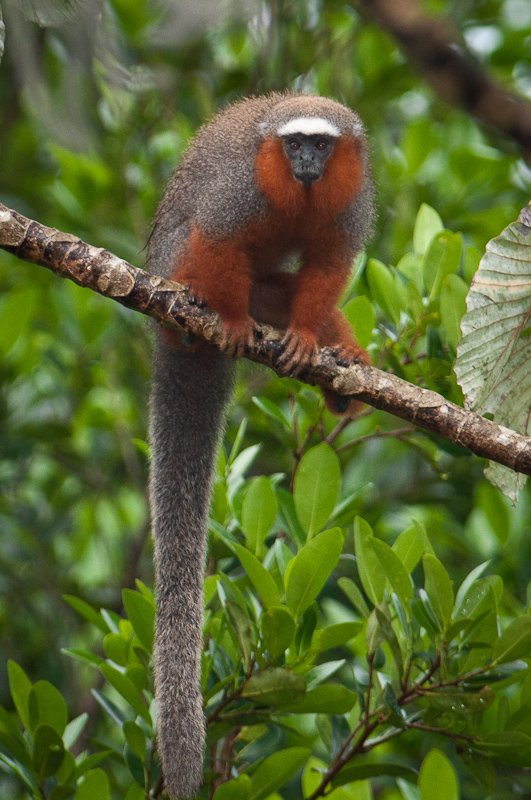
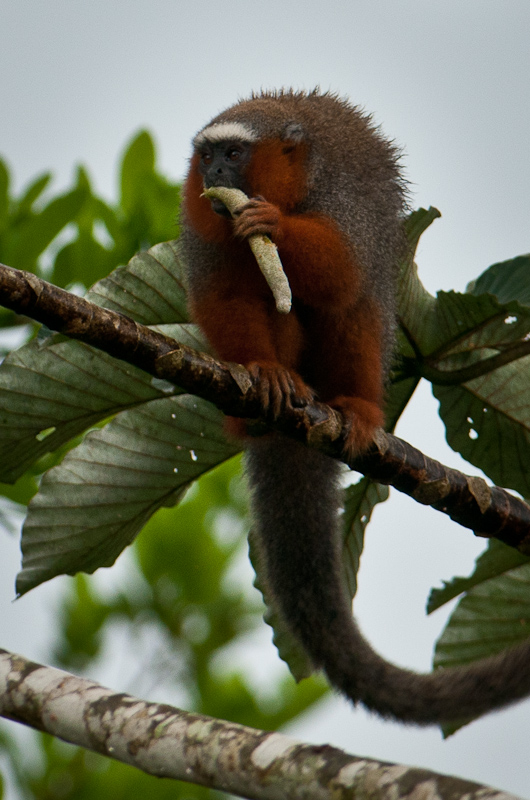